# Gall nyelv
A gall kelta nyelv, amelyet az ókorban beszéltek Galliában. A kontinens öt mára kihalt kelta nyelve közül a gall nyelvről maradt fent a legtöbb nyelvemlék. A gall nyelv elnevezése az újkori nyelvészet szüleménye.

## Elterjedése
A nyelvet különféle kelta népek és törzsek beszélték a mai Franciaország, Észak-Olaszország, Svájc és esetleg Dél-Németország területén. Ezen különféle népcsoportokat a rómaiak Galli néven foglalták össze. A legkorábbi nyelvemlékek a Kr. e 4. századból származnak, a legkésőbbiek pedig a Kr.u. 3 századból. A kelta törzseknek nem volt írásuk, de szomszédaiktól eltanulták az írás művészetét. Ezért a gall nyelvemlékek egy része görög ábécé betűivel íródott, míg másik részük latin betűkkel.
A legtöbb gall nyelvemlék kőbe vésett felirat (gyakran áldozati szöveg, egy részük mind latin mind gall nyelven), számtalan rövid mondat cseréptöredékeken (általában azzal a tartalommal, hogy; "Ez és ez készítette ezt"), bizonyos számú ólomból készült átokfelirat, valamint a jelentős coligny-i naptár. Ez a kihalt nyelvek tekintetében szép számú lelet lehetővé teszi a gall relatív jó rekonstrukcióját, de ez persze csak viszonylagos, hisz így is csak néhány tucat igealak, melléknév ismert, valamint nagyobb számú személynév.

## Jelentősége
A gall nyelvnek a nyelvtudományban azért van nagy jelentősége, mivel az indogermán nyelvek közös korából örökölt végződéseket még majdnem teljes mértékben megőrizte. Ezért bizonyos közös hasonlóságok figyelhetőek meg a germán, a latin és a gall között. A (ma már nem elismert) csoportosítás szerint q-kelta és p-kelta csoportra a gall nyelv a p-kelta nyelvek körébe sorolható. Egy lóistenség neve például Epona (összehasonlítva a "ló" latinul equus, görögül hippos). A gall nyelv a lepontihoz és a galataihoz hasonlóan a szigeti kelta nyelvek csoportjából a britanniai csoporthoz állt legközelebb. A szigeti kelta nyelvek és a kontinentális kelta nyelvek között elsősorban az volt a különbség, hogy az utóbbiakra jellemző volt a szókezdő hangok jelentős mértékű átalakulása, viszont a végződések megtartása.

## Külső hivatkozás
- Gall és leponti feliratok Észak-Olaszországból